# レナ・キリアコウ
レナ・キリアコウ（ギリシア語: ； ラテン文字転写例：Rena Kyriakou, 1917年2月25日 - 1994年8月26日）は、ギリシャ出身のピアノ奏者、作曲家。

## 経歴
1917年、イラクリオ生まれ。６歳でアテネのパルナッソス・ホールでリサイタルを開く。首相夫人エレナ・ヴェニゼロスの援助を受けてヨーロッパに留学し、８歳の時にはパリでヴァンサン・ダンディとアルベール・ルーセルに音楽理論を学ぶ。その後、ウィーンでパウル・ヴァインガルテンにピアノ、リヒャルト・シュテールに作曲を師事した。1930年にはパリ音楽院に入学し、アンリ・ビュッセルやイシドール・フィリップの指導を受けた。1933年にプルミエ・プリを得て卒業。
パリ音楽院在学中から、作曲家としてキリアコウの作品は国民音楽協会のコンサートで取り上げられていた。音楽院卒業後は、ピアニストとして自作を含んだ広範なレパートリーを持ってギリシャを本拠に演奏活動を展開した。1994年、アテネにて死去。
作曲家としては、ピアノ協奏曲1曲の他に前奏曲、変奏曲などのピアノ作品を残した。

## 註
1. ↑  tower.jp
2. ↑  “Rena Kyriakou (1917-1994): Composer, Pianist, Woman”. 2017年4月25日時点のオリジナルよりアーカイブ。2017年4月25日閲覧。

| スタブアイコン | サブスタブ | この項目は、まだ閲覧者の調べものの参照としては役立たない、音楽関係者（バンド等）に関連した書きかけの項目です。この項目を加筆・訂正などしてくださる協力者を求めています（P:音楽/PJ:芸能人）。 |